# Суонсон, Рой Артур
Рой Артур Суонсон (англ. Roy Arthur Swanson; род. 7 апреля 1925, Сент-Пол) — американский филолог и переводчик.
В 1944—1946 гг. служил в вооружённых силах США, затем учился в Миннесотском университете (бакалавр, 1948; магистр искусств, 1951), одновременно преподавал в школе. В 1954 г. защитил докторскую диссертацию в Иллинойсском университете.
Преподавал в Индианском университете (1954—1957), затем в Миннесотском университете (1957—1965), с 1963 г. профессор, с 1964 г. заведующий кафедрой сравнительного литературоведения. В 1965—1967 гг. профессор английской литературы в Колледже Макалестер в Сент-Поле. Затем в 1967—1996 гг. профессор Висконсинского университета в Милуоки, заведовал кафедрами классической филологии (1967—1970 и 1986—1989) и сравнительного литературоведения (1970—1973 и 1976—1983), одновременно с 1982 г. координатор программы скандинавских исследований.
Выпустил перевод с латыни полного собрания стихотворений Катулла (англ. Odi et amo: The Complete Poetry of Catullus; 1959) и «Любовных песен из Carmina Burana» (англ. The Love Songs of the Carmina Burana; 1987, в соавторстве с Э. Д. Блоджеттом), перевод с древнегреческого «Од» Пиндара (1974). Опубликовал книгу «Сердце разума: Вводные очерки гуманитарного знания в современном мире» англ. Heart of Reason: Introductory Essays in Modern-World Humanities; 1963). Как скандинавист занимался, в первую очередь, творчеством Пера Лагерквиста, составил, перевёл со шведского и снабдил предисловием сборник его ранних произведений (англ. Pär Lagerkvist: Five Early Works; 1989) и статей о литературе и искусстве (1991, с Эвереттом Эллестадом). В поздние годы опубликовал книгу «Голубая граница» (англ. Blue Margin; 2008), соединяющую сборник стихов и две развёрнутые статьи по поэтике, и роман «Дождь и тьма» (англ. Rain and Darkness; 2011).